# شیگانگ
شیگانگ (به لاتین: Xiegang) یک شهرک در جمهوری خلق چین است که در دونگوان واقع شده‌است.